# Shannonomyia lentoides
Shannonomyia lentoides är en tvåvingeart som först beskrevs av Alexander 1913.  Shannonomyia lentoides ingår i släktet Shannonomyia och familjen småharkrankar.
Artens utbredningsområde är Guatemala. Inga underarter finns listade i Catalogue of Life.